# Römisches Grabmal (Beßlich)

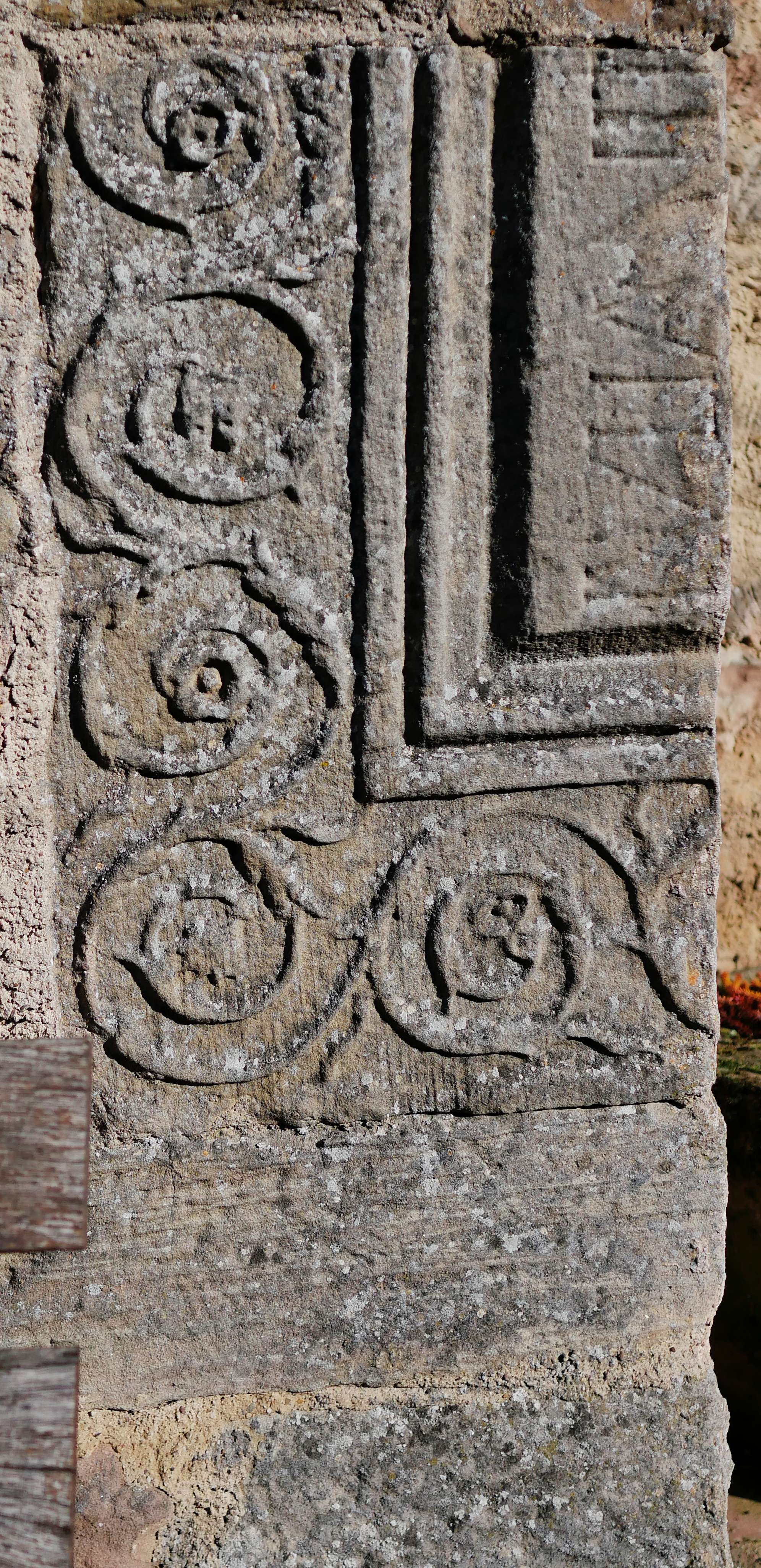
Reste eines römischen Grabmals in Beßlich

Die Reste eines römischen Grabmals wurden in Beßlich, einem Ortsteil der Ortsgemeinde Newel im rheinland-pfälzischen Landkreis Trier-Saarburg, als Spolien an den Außenseiten der katholischen Filialkirche St. Abrunculus eingemauert.
Ein erstmals von dem Pfarrer und Altertumsforscher Philipp Schmitt in seinen zwischen 1848 und 1854 niedergeschriebenen Notizen erwähnter Sandsteinquader an der Südwestecke des Kirchenschiffs ist 72 cm hoch, 38 cm breit und 44 cm tief. Ein weiterer, 50 × 53 cm großer Quader wurde 1976 beim Abriss der alten Sakristei an der Südostseite des Kirchenschiffs entdeckt und ist heute durch die neue Sakristei zugänglich. Beide Quader sind mit einem gleichartigen Ornament aus Rankenwerk und Rosetten verziert, was ihre Zusammengehörigkeit belegt. Der um den Rand des einstigen Monuments führende Rankenfries umschloss eine leicht erhöhte, glatte Innenfläche. Auf dem Stein der Südwestecke ist auf dieser Fläche der Anfang einer Inschrift zu erkennen, die Iulianii... zu lesen ist.